# Изгубени в Дивия запад
„Изгубени в Дивия запад“ (на английски: Lost in the West) е комедиен-уестърн минисериал в 3 части, който се излъчва по Nickelodeon от 28 до 30 май 2016 г.
Режисьор е Карлос Гонзалес, а сценарият е на Кевин М. Бренън и Дъг Манли. Продуцент е Галдо Медия. В сериала участват Калеб Томас, Нико Гуардадо, Фелън Смит и Морган Хигинс.

## Сюжет
Двама доведени братя изобретяват машина на времето и са транспортирани от днешния ден до 1885 г., където влизат в конфликт с местния кмет.

## Актьорски състав
- Калеб Томас – Чип Колдуел
- Нико Гуардадо – Дейв Флауърс
- Фелън Смит – Лиса Уолтърс и Луна
- Морган Хигинс – Тексас Джейн
- Джеймс Ейлс – Коу Дювалие
- Карман Дараби-Форд – Мич Дювалие
- Марк Шардман – Док Дювалие
- Алекс Сойер – Джими Хлапето
- Джеф Зак – Вода

## В България
В България сериалът започва излъчване по Nickelodeon с нахсинхронен дублаж на български език, записан в студио „Александра Аудио“.
По-късно е качен в стрийминг платформата SkyShowtime.
| Роля          | Изпълнител       |
| ------------- | ---------------- |
| Чип           | Георги Николов   |
| Други гласове | Христо Димитров  |
| Други гласове | Василка Сугарева |
| Други гласове | Здравко Димитров |